# 외동역
외동신호장(外東信號場)은 경상북도 경주시 외동읍에 위치한 동해선의 신호장이다.

## 역사
- 2021년 11월 17일: 철도거리표 고시[1]
- 2021년 12월 28일: 개통

## 같이 보기
- 입실역